# Comuna de Popielów
Popielów (polaco: Gmina Popielów) é uma gminy (comuna) na Polónia, na voivodia de Opole e no condado de Opolski. A sede do condado é a cidade de Popielów.
De acordo com os censos de 2004, a comuna tem 8576 habitantes, com uma densidade 48,8 hab/km².

## Área
Estende-se por uma área de 175,57 km², incluindo:
- área agricola: 45%
- área florestal: 47%

## Demografia
Dados de 30 de Junho 2004:
|                      | Total   | Total | Mulheres | Mulheres | Homens  | Homens |
| -------------------- | ------- | ----- | -------- | -------- | ------- | ------ |
|                      | pessoas | %     | pessoas  | %        | pessoas | %      |
| População            | 8576    | 100   | 4393     | 51,2     | 4183    | 48,8   |
| Densidade (pop./km²) | 48,8    | 100   | 25       | 25       | 23,8    | 23,8   |

De acordo com dados de 2002, o rendimento médio per capita ascendia a 1401,2 zł.

## Comunas vizinhas
- Dąbrowa, Dobrzeń Wielki, Lewin Brzeski, Lubsza, Pokój, Skarbimierz, Świerczów